# Abdullah ibn Ibad
Abdullah ibn Ibad est le fondateur du courant islamique des Ibadites et faisait partie de la tribu des Banu Tamim. Il est mort en 708.